# Myctophum nitidulum
Myctophum nitidulum es una especie de pez del género Myctophum.

## Descripción
Cuenta con 12-14 radios blandos dorsales, 18-21 radios blandos anales, 9-10 radios branquiostegales, 14 órganos anales, ausencia de espinas dorsales y anales. La forma del cuerpo de esta especie es fusiforme, en cuanto al tamaño, mide aproximadamente 8,3 cm de longitud (32,67 pulgadas). La hembra alcanza la madurez sexual cuando cuenta con un tamaño de 4,8 cm de longitud (18,89 pulgadas) y el macho a los 3,5 cm (13,77 pulgadas).

## Distribución y hábitat
Es una especie circunglobal, se distribuye en la mayoría de las aguas tropicales y subtropicales. En el Atlántico oriental, en Marruecos hasta Sudáfrica. Atlántico occidental, océanos Índico y Pacífico en las coordenadas 42°N y 34°S, 7°N y 24°S y 32°N y 31°S respectivamente. Reportado en la corriente de Kuroshio y el mar de la China Meridional. Especie marina batipelágica y oceanódroma cuyo rango de profundidad es 412-1537 m.